# Pacifica (Kalifornia)
Pacifica – miasto w Stanach Zjednoczonych, w stanie Kalifornia, w hrabstwie San Mateo, nad Oceanem Spokojnym.